# Institut for Materialer og Produktion
Institut for Materialer og Produktion er et institut på Aalborg Universitet under Det Ingeniør- og Naturvidenskabelige Fakultet. På dette institut underviser og forsker man primært indenfor fysik og nanoteknologi.

## Uddannelser
| Bachelor - Fysik - Globale forretningssystemer - Manufacturing and Operations Engineering - Mekanik og produktion - Nanoteknologi, civilingeniør - Nanoteknologi, diplomingeniør - Maskinteknik - Teknisk Fysik | Kandidat - Forretningsinnovation - Fysik - Produktion - Produktionsledelse - Mekanik og Produktion - Materiale- og nanoteknologi - Nanobioteknologi |

## Ekstern henvisning
- Instituttets hjemmeside